# Ascochyta metulispora
Ascochyta metulispora är en svampart som beskrevs av Berk. & Broome 1878. Ascochyta metulispora ingår i släktet Ascochyta, ordningen Pleosporales, klassen Dothideomycetes, divisionen sporsäcksvampar och riket svampar.   Inga underarter finns listade i Catalogue of Life.